# Diocesi di Pelte
La diocesi di Pelte (in latino: Dioecesis Peltena) è una sede soppressa e sede titolare della Chiesa cattolica.

## Storia
Pelte, identificabile con le rovine nei pressi di Çivril nell'odierna Turchia, è un'antica sede episcopale della provincia romana della Frigia Pacaziana nella diocesi civile di Asia. Faceva parte del patriarcato di Costantinopoli ed era suffraganea dell'arcidiocesi di Laodicea.
La diocesi è documentata nelle Notitiae Episcopatuum del patriarcato di Costantinopoli fino al XII secolo.
Sono quattro i vescovi attribuiti a questa antica diocesi da Michel Le Quien nell'opera Oriens christianus. Filippo non fu presente al concilio di Calcedonia del 451 e in due occasioni il metropolita Nunechio di Laodicea firmò al suo posto i documenti sinodali. Andrea prese parte al concilio di Costantinopoli riunito nel 536 dal patriarca Mena contro Severo di Antiochia e i suoi sostenitori, tra cui il predecessore Antimo I. Teodoro era presente al concilio detto in Trullo nel 692. Giorgio infine assistette al secondo concilio di Nicea nel 787.
Dal 1933 Pelte è annoverata tra le sedi vescovili titolari della Chiesa cattolica; la sede è vacante dal 28 marzo 1950.

## Cronotassi

### Vescovi greci
- Filippo † (menzionato nel 451)
- Andrea † (menzionato nel 536)
- Teodoro † (menzionato nel 692)
- Giorgio † (menzionato nel 787)

### Vescovi titolari
- Stephen Stanislaus Woznicki † (13 dicembre 1937 - 28 marzo 1950 nominato vescovo di Saginaw)